# Sombrero aguadeño
El sombrero aguadeño es una tradicional prenda de vestir de tipo sombrero de paja toquilla que se ha convertido en símbolo de la Región Paisa en Colombia. Se teje a mano con fibra de palma de iraca en el municipio de Aguadas, departamento de Caldas. Desde el año 2011 el sombrero aguadeño es una denominación de origen protegida en Colombia.

## Características
No hay medidas estándar para el sombrero aguadeño, y los hay desde modelos muy antiguos de copa muy alta, altamente apreciados por coleccionistas, pues ya no se fabrican, hasta los de hoy día, que conservan sin embargo los rasgos originales, bien sean de ala corta o ala ancha. La horma o cuerpo es esencialmente blanca, y en la base exterior de la copa lleva invariablemente una cinta negra, constituyéndose casi en un uniforme.
Su blancura resulta de su fabricación a partir de la palma de iraca; la fibra para su confección se extrae del cogollo de esta planta, la Carludovica palmata, perteneciente a la familia de las "Ciclantáceas". La iraca es la materia prima del sombrero aguadeño original y auténtico.

## Historia
La elaboración del sombrero se remonta a cerca de 150 años atrás cuando Juan Crisóstomo Flores, un ecuatoriano llevó un sombrero hacia 1860, lo desbarató y enseñó al pueblo a tejer esta pieza. Los primeros artesanos fueron sólo hombres, con el tiempo las mujeres del pueblo se sumarían a esta tradicional artesanal.

## Industria y cultura
La fibra se extrae de la palma de iraca o toquilla, luego se cocina y se pone a secar a la sombra, también es sometida a vapores de azufre con el fin de darle el tono blanco característico de este sombrero, una vez realizado este proceso será la habilidad de los artesanos tejedores lo que le dará flexibilidad y cuerpo al sombrero.
La industria del sombrero de iraca adquirió un rumbo excepcional en el municipio de Aguadas, departamento de Caldas, donde llegaría a convertirse, hasta hoy día, en un verdadero orgullo local.